# ウィルソン・パラシオス
ウィルソン・ロベルト・パラシオス・スアソ（Wilson Roberto Palacios Suazo, 1984年7月29日 - ）は、ホンジュラス・ラ・セイバ出身の元サッカー選手。現役時代のポジションはミッドフィールダー。元ホンジュラス代表。

## 経歴
2007年8月31日、イングランドのバーミンガム・シティFCへ6ヶ月契約でレンタル移籍し、9月22日にアンフィールドでのリヴァプールFC戦でデビューした。
2008年1月11日、移籍金なしでウィガン・アスレティックFCに移籍した。翌日のダービー・カウンティFC戦でデビューし、その活躍はマンチェスター・ユナイテッドFC、リヴァプールFC、バイエルン・ミュンヘン、レアル・マドリードなどのビッグクラブから興味を示されるほどだった  。
一時はニューカッスル・ユナイテッドFCへの移籍が内定していたが、2009年1月21日にトッテナム・ホットスパーFCへ移籍した。移籍金は1200万ポンド、契約期間は5年半であった。1月31日のボルトン・ワンダラーズFC戦でデビューし、彼のシュートのこぼれ球をダレン・ベントが決めて2点目に貢献した。2戦目のアーセナルFCとのダービーマッチではマン・オブ・ザ・マッチに選ばれる活躍を見せた。8月19日のハル・シティAFC戦ではロビー・キーンがスルーしたボールをシュートし、移籍後初ゴールを決めた。得点後には天に向かって指を指し、同年5月に亡くなった弟（後述）に祈りを捧げた。
2011年8月31日にピーター・クラウチとともにストーク・シティFCへ4年契約で完全移籍。2014-15シーズン限りで契約満了によりブリタニア・スタジアムを去り、ハル・シティAFCのトライアルに参加したが契約には至らなかった。
2015年12月15日、NASLのマイアミFCに加入することが発表された。2016年シーズンは18試合に出場したが、11月21日に同クラブを退団した。

## 代表歴

### 出場大会
- ホンジュラス代表
  - 2010 FIFAワールドカップ
  - 2014 FIFAワールドカップ

### 試合数
- 国際Aマッチ 97試合 5得点（2003年-2014年）[9]

| ホンジュラス代表 | 国際Aマッチ | 国際Aマッチ |
| 年               | 出場        | 得点        |
| ---------------- | ----------- | ----------- |
| 2003             | 5           | 0           |
| 2004             | 10          | 0           |
| 2005             | 12          | 1           |
| 2006             | 6           | 1           |
| 2007             | 13          | 0           |
| 2008             | 12          | 2           |
| 2009             | 10          | 0           |
| 2010             | 6           | 0           |
| 2011             | 2           | 0           |
| 2012             | 6           | 0           |
| 2013             | 10          | 1           |
| 2014             | 5           | 0           |
| 通算             | 97          | 5           |

## タイトル

### クラブ
オリンピア
- LNP : 2002-03アペルトゥーラ, 2003-04クラウスーラ, 2004-05クラウスーラ, 2005-06アペルトゥーラ, 2005-06クラウスーラ

トッテナム
- バークレイズ・アジア・トロフィー : 2009

### 個人
- トッテナム年間最優秀選手 : 2009-10

## エピソード
- 5人兄弟の三男。一番下の弟以外はサッカー選手である。一番上の兄はミルトン・パラシオス（英語版）、一番年が近い兄はジェリー・パラシオス、一番年が近い弟はジョニー・パラシオス。いずれも、ホンジュラス代表歴がある。ミルトンは2003 CONCACAFゴールドカップに出場、ジョニーは2009 CONCACAFゴールドカップに出場歴がある（ちなみにウィルソンは2005 CONCACAFゴールドカップ、2007 CONCACAFゴールドカップの出場歴がある）。
- ウィルソンの弟エドウィンは2007年10月に両親が住む実家から誘拐され、家族は誘拐犯に約20万ドル（約2000万円）の身代金を払ったが、エドウィンは解放されず、2009年5月に殺害されていたことが明らかになった[10]。